# Daniił Szafran
Daniił Borisowicz Szafran, ros. Даниил Борисович Шафран (ur. 13 stycznia 1923 w Leningradzie, zm. 7 lutego 1997 w Moskwie) – rosyjski wiolonczelista, pedagog.

## Życiorys
Urodził się w rodzinie muzyków. Jego ojciec Boris Szafran był pierwszym wiolonczelistą orkiestry Filharmonii Leningradzkiej, matka Frida Moisiejewna była pianistką. Muzyczną edukację rozpoczął pod kierunkiem ojca w wieku 8 lat. Ojciec był surowym nauczycielem, zwracał uwagę na sumienne ćwiczenie i uparte dążenie do wytyczonych celów. W wieku 10 lat ojciec wysłał go do grupy dziecięcej przy Konserwatorium Muzycznym do klasy wiolonczeli Aleksandra Sztrimera.
Pierwszy publiczny występ 10-letniego Szafrana odbył się w Konserwatorium, do którego uczęszczał. Zagrał wtedy dwa utwory Davida Poppera: 'Spinning Song' i 'Taniec elfów'. Rok później zagrał z orkiestrą Wariacje na temat rokoko Czajkowskiego z Leningradzką Orkiestrą Symfoniczną pod dyrekcją Alberta Coatesa.
W wieku 14 lat (1937) Szafran zdobył pierwsze miejsce we Wszechzwiązkowym Konkursie Skrzypków i Wiolonczelistów w Moskwie. Wtedy też dokonał pierwszej rejestracji płyty z Wariacjami na temat rokoko Czajkowskiego. Od tego czasu grał na wiolonczeli Amatiego.
W czasie II wojny światowej w 1941 zgłosił się ochotniczo do wojska, jednak kilka miesięcy później został ewakuowany do Nowosybirska, gdzie koncertował dla armii. W 1943 został solistą Filharmonii Moskiewskiej. Po wojnie w 1946 wykonał i nagrał wraz z jej autorem sonatę wiolonczelową Szostakowicza. W 1949 roku zdobył 1 nagrodę w Konkursie Młodzieży i Studentów w Budapeszcie, a w 1950 pierwsze miejsce w konkursie wiolonczelowym w Pradze (ex aequo z Mstisławem Rostropowiczem). W 1950 ukończył Konserwatorium Leningradzkie w klasie Aleksandra Sztrimera.

## Działalność muzyczna
Daniił Szafran wykonywał i nagrywał bardzo obszerny repertuar koncertów Schumanna, Saint-Saënsa, Dvořáka, Milhaud, Barbera, Prokofjewa, Chaczaturiana i Szostakowicza, wszystkie sonaty Beethovena i Brahmsa, suity Bacha, utwory Ravela, Debussy'ego oraz muzykę współczesną: pierwszy koncert Chriennikowa, oba koncerty Kabalewskiego, utwory Arapowa, Cincadzego, Borisa Czajkowskiego, Sznitkego, Wajnberga (1960 – występ w Carnegie Hall).
Wiolonczelista był członkiem jury wielu konkursów wiolonczelowych i kursów mistrzowskich w Niemczech, Luksemburgu, Włoszech, Wielkiej Brytanii, Finlandii i wielu innych krajach.
Gra Szafrana charakteryzowała się niezwykle śpiewnym dźwiękiem, wielką poetyką oraz ogromną wirtuozerią.

### Instrument
Daniił Szafran przez całe życie grał na instrumencie Amatiego z 1630 r. Otrzymał go mając 14 lat. Instrument miał nieco mniejszy rozmiar od współczesnej wiolonczeli, co wpłynęło na sposób palcowania Szafrana, naśladowany przez wielbicieli jego gry. Po śmierci wirtuoza wdowa po nim, Swietłana Szafran, przekazała instrument do Muzeum Glinki.

## Odznaczenia i nagrody
- Ludowy Artysta ZSRR (1977)
- Nagroda Stalinowska (1952)
- Pierwsza nagroda na Międzynarodowym Konkursie Wiolonczelowym w Pradze (1950)